# هارولد جيمس نيكلسون
هارولد جيمس نيكلسون (بالإنجليزية: Harold James Nicholson) هو جاسوس أمريكي، ولد في 17 نوفمبر 1950 في وودبورن في الولايات المتحدة.